# 提比略·塞姆普羅尼烏斯·格拉古 (前177年執政官)
提比略·塞姆普羅尼烏斯·格拉古（拉丁文: Tiberius Sempronius Gracchus，前217年—前154年），是罗马共和国第二次布匿战争时期元老院的议员。他是將軍大西庇阿的女婿，改革家格拉古兄弟之父。